# Жарнак-Шампань
Жарна́к-Шампа́нь (фр. Jarnac-Champagne) — коммуна во Франции, находится в регионе Пуату — Шаранта. Департамент коммуны — Шаранта Приморская. Входит в состав кантона Аршьяк. Округ коммуны — Жонзак.
Код INSEE коммуны — 17192.

## Население
Население коммуны на 2010 год составляло 726 человек.
| 1962 | 1968 | 1975 | 1982 | 1990 | 1999 | 2010 |
| ---- | ---- | ---- | ---- | ---- | ---- | ---- |
| 825  | 846  | 762  | 730  | 713  | 728  | 726  |